# Therese Huber

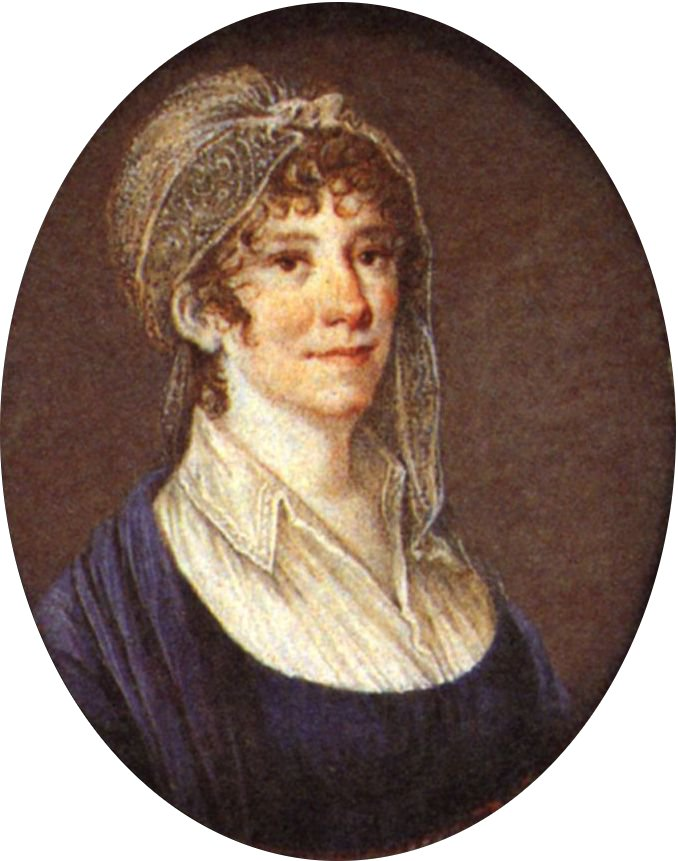
Therese Huber

Therese Huber, auch Therese Forster, geborene Marie Therese Heyne, (* 7. Mai 1764 in Göttingen; † 15. Juni 1829 in Augsburg) war eine deutsche Schriftstellerin und Redakteurin. Sie zählte zu den als „Universitätsmamsellen“ bekannten Göttinger Professorentöchtern.

## Leben

### Jugend
Therese Huber war die älteste, von ihrem Vater „Ruschelhänschen“ genannte Lieblingstochter des Altphilologen Christian Gottlob Heyne (1729–1812), des wohl einflussreichsten Professors der neu gegründeten Göttinger Universität. Die Grundlagen ihrer autodidaktisch erworbenen, unsystematischen Bildung erhielt sie in Göttingen. Dort hatte sie leichten Zugang zu den Beständen der von ihrem Vater geleiteten Bibliothek, wovon sie reichlich Gebrauch machte. Nach dem Tod der Mutter (geborene Therese Weiß) 1776 gab ihr Vater sie vorübergehend in ein französisches Pensionat in Hannover, wo sie im Haus von Georg Friedrich Brandes, dem Vater ihrer Stiefmutter, wohnte. Über ihre Bildung schreibt sie 1816:
Ich las, las, las und schwazte mit meinem Vater, der mich über spekulative Gegenstände alles schwazen ließ, las alles, was mir im Lesen vorgeführt wurde nur nichts als klaßisches. Das langweilte mich […] Ich hörte Archäologie von meinem Vater sprechen, Naturgeschichte von Blumbach [= Johann Friedrich Blumenbach], Anatomie u Medezin von meinem Bruder [= Karl Heyne (1762–1796)], Politik Staatengeschichte von meinem Onkel Brandes – mit dem saß ich spät in der Nacht und ersannen Reden die wir auf dem Schaffot halten wollten wenn wir wie Algemoor sterben dürften −

### Ehe mit Georg Forster

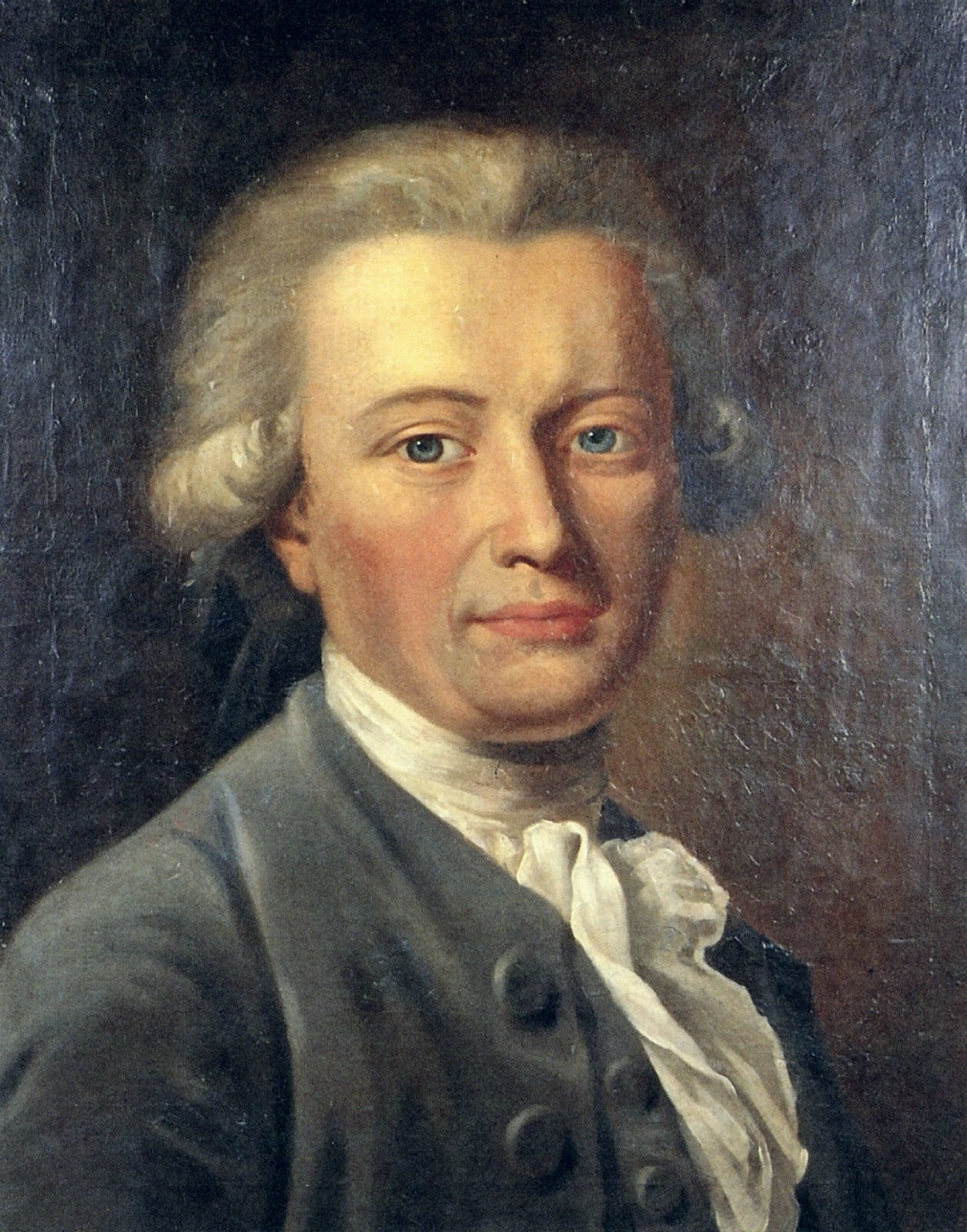
Georg Forster

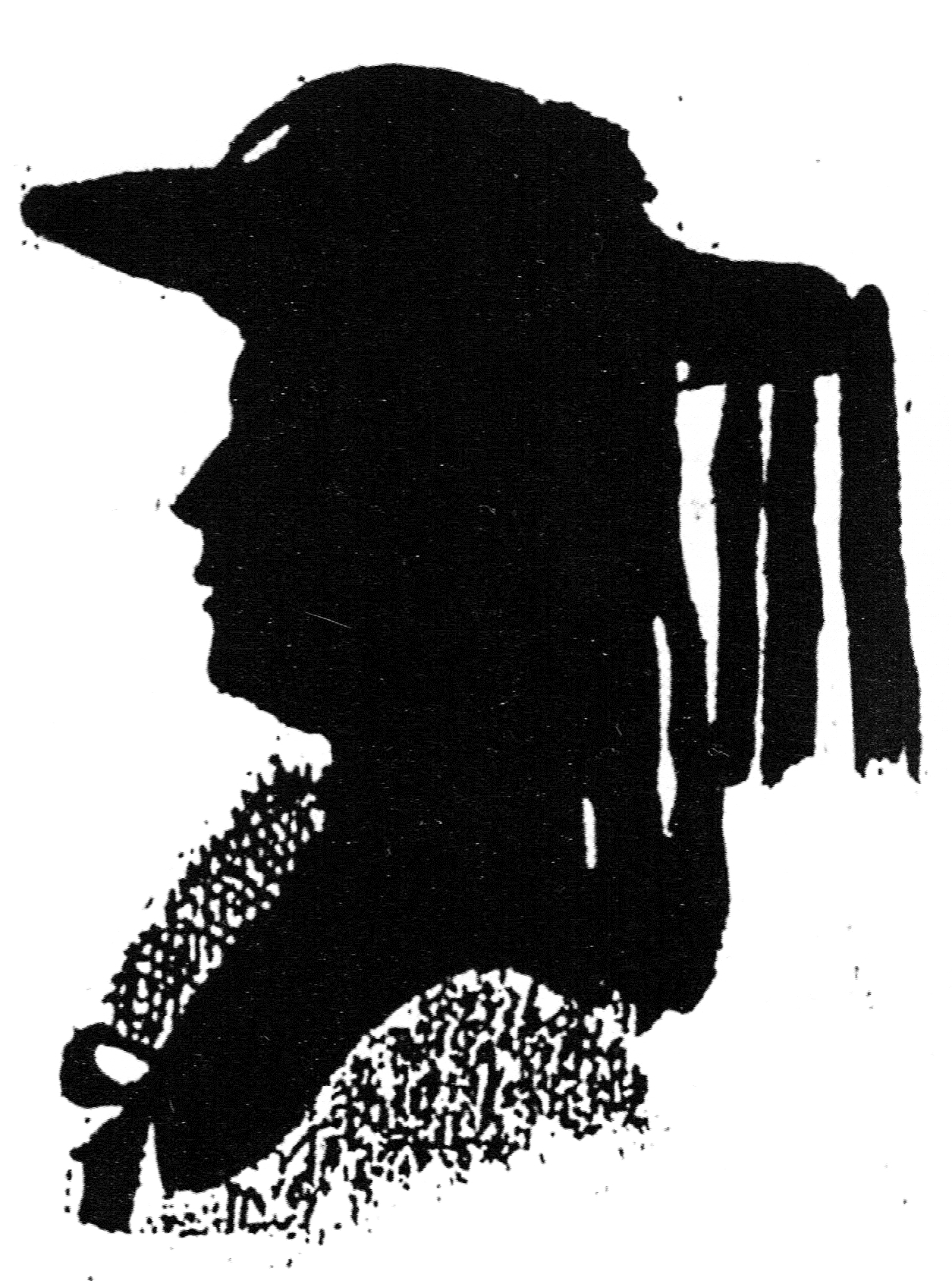
Scherenschnitt von Therese Forster

Anfang 1779 hatte sie den Natur- und Völkerkundler Georg Forster kennengelernt, der sich damals in Göttingen aufhielt und bei Lichtenberg wohnte.
Ostern 1784 fand die Verlobung und am 4. September 1785 die Hochzeit statt.
Mit Forster lebte sie von 1785 bis 1787 zwei Jahre im damals polnischen Wilna, wo Forster eine Professur erhalten hatte. Die Arbeit an der Schola Principis Magni Ducatus Lithuaniae war für Forster enttäuschend, und man hatte zudem mit wirtschaftlichen Problemen zu kämpfen. Am 10. August 1786 wurde das erste Kind, die Tochter Therese, geboren. 1789 folgte Clara (Claire). Die Kinder Luise (1791) und Georg (1792) starben wenige Monate nach der Geburt.
Obwohl Forster die Ehe in Briefen als ein Idyll der Harmonie schilderte, scheint es in sexueller Hinsicht von Anfang an Probleme gegeben zu haben. So schrieb Therese 1794 an ihre Freundin Caroline:
Wie ich heyrathete, war ich unschuldiger als ein Kind. Ich ward erst vier Wochen nach meiner Hochzeit Frau, weil die Natur uns nicht zu Mann und Frau bestimmt hatte. Ich weinte in seinen Armen und fluchte der Natur, die diese Qual zur Wollust geschaffen hatte – endlich gewöhnte ich mich daran.
Von 1787 bis 1788 lebten sie vorübergehend wieder in Göttingen und dann 1788 bis 1792 in Mainz, während der Zeit der Französischen Revolution. Am 21. Oktober 1792 hatten die französischen Truppen unter General Custine die Stadt erobert, Forster war am 5. November Mitglied im Mainzer Jakobinerclub, am 18./19. November Vizepräsident der Allgemeinen Administration der Mainzer Republik und sollte am 31. Dezember zum Präsidenten des Jakobinerclubs gewählt werden. Am 7. Dezember ergriff Therese die Gelegenheit, ihren Mann zu verlassen und ihre Kinder vor den kommenden Ereignissen in Sicherheit nach Straßburg zu bringen, da die preußischen und hessischen Truppen bereits am 2. Dezember Frankfurt erobert hatten.
Zu der bereits eingeleiteten Scheidung der Ehe kam es aufgrund von Georg Forsters Tod im Januar 1794 nicht mehr. Über ihren Ex-Mann verfasste Huber für das Conversations-Lexicon von Brockhaus (1817) einen Namens-Artikel, in dem es heißt, auch nachdem er sich von ihr getrennt habe, habe er sie „bis auf sein Sterbebett“ mit „exaltierter Liebe“ geehrt. Nach Ansicht von Huber war Forsters Leben von einer ständigen „Dissonanz“ geprägt zwischen der „Größe seiner Ansichten und der Kleinheit seines Wirkungskreises“ bzw. der „Bewunderung der Menge und der Nichtsbedeutendheit seiner häuslichen Umstände“.

### Berufsschriftstellerin

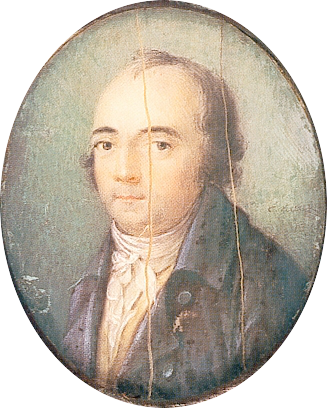
Ludwig Ferdinand Huber

In zweiter Ehe heiratete Therese am 10. April 1794 in Neuchâtel den Schriftsteller und Redakteur Ludwig Ferdinand Huber (1764–1804), den sie bereits 1791/92 in Mainz kennen und lieben gelernt hatte. Mit ihm lebte sie von 1794 bis 1798 in dem kleinen Dorf Bôle bei Neuchâtel. Aus dem damals politisch zu Preußen gehörenden Neuchâtel waren sie 1794 ausgewiesen worden. In Bôle kamen die ersten drei von sechs Kindern mit Huber zur Welt: im Februar 1795 wurde Louise geboren, zwei weitere Kinder wurden nur wenige Monate alt.
Die wirtschaftliche Situation war prekär, da der gesamte Besitz in Mainz verloren gegangen war und Huber seinen Posten als sächsischer Legationssekretär 1793 aufgegeben hatte, um mit Therese zusammen sein zu können.
Für Forster hatte Therese Huber bereits Übersetzungen angefertigt, nun begann sie damit, selbst Erzählungen zu verfassen, die bis 1819 anonym oder unter dem Namen Ludwig Ferdinand Hubers erschienen.
1798 lebten sie wenige Wochen in Tübingen, wo Huber eine Anstellung als Redakteur bei Cottas neu gegründeter Zeitung Neueste Weltenkunde erhielt. Diese wurde zwar bald verboten, aber unter dem Namen Allgemeine Zeitung in Stuttgart fortgesetzt mit Huber als Chefredakteur.
Bis 1804 lebte das Ehepaar in Stuttgart. Der Unterhalt war gesichert, Huber erhielt zuletzt 2000 Gulden jährlich, im Oktober 1798 wurde die Tochter Emanuele Honorine Adele und im März 1800 der Sohn Victor Aimé geboren. Zudem fand man Anschluss an das gesellschaftliche Leben Stuttgarts und verkehrte mit Cotta, den Dichtern Friedrich von Matthisson und Friedrich Haug und dem Staatsrat August von Hartmann, mit dessen Frau sich Therese Huber befreundete.
Im November 1803 wurde wieder ein Umzug notwendig, denn die Allgemeine Zeitung war in Württemberg verboten worden, durfte aber weiter im bairischen Ulm erscheinen. Im März 1804 wurde Huber dort zum Landesdirektionsrat der Provinz Schwaben in der Schulabteilung ernannt, womit er für die Bibliotheksaufsicht und Schulen verantwortlich war. Gleichzeitig durfte er seine Stellung als Redakteur behalten.
Im April zogen Therese und Familie nach Ulm, und zu Weihnachten 1804 starb Huber an Tuberkulose.
Für die Witwe Therese Huber begann damit erneut eine Zeit wirtschaftlicher Unsicherheit, obwohl ihr aus dem Erbe von Hubers Vater 8000 Gulden zufielen und die bairische Regierung eine Pension von 300 Gulden jährlich zahlte.
Sie wohnte zunächst lange bei der Familie ihrer zweiten Tochter Claire, die seit 1805 mit Gottlieb von Greyerz verheiratet war: von 1805 bis 1807 in Stoffenried und 1807 bis 1816 in Günzburg. In diesen Jahren versuchte sie immer wieder, für sich eine Berufstätigkeit als Erzieherin zu finden.

### Morgenblatt für gebildete Stände

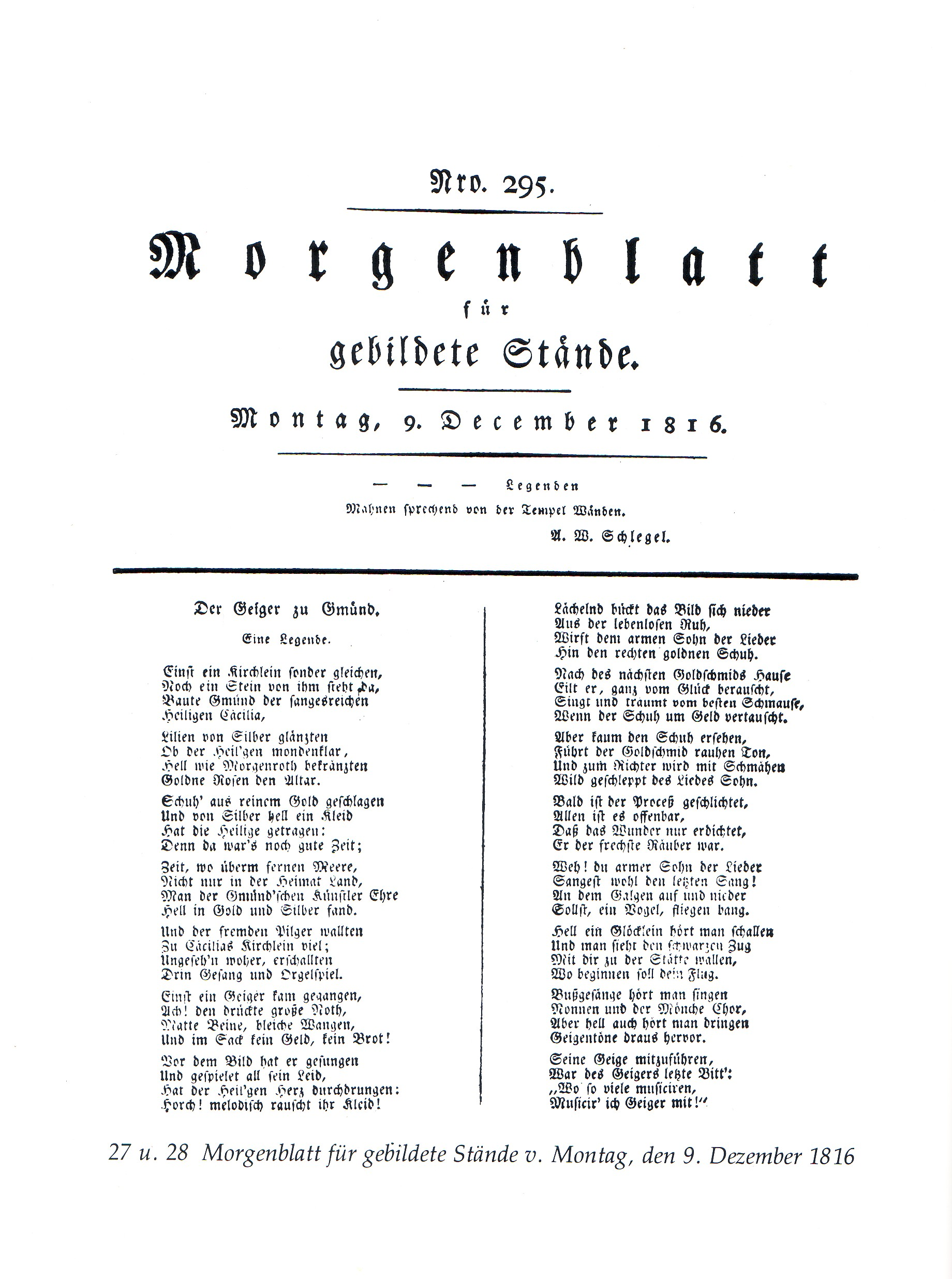
Morgenblatt für gebildete Stände

Sie zog im August 1816 wieder nach Stuttgart, als Johann Friedrich Cotta ihr die Möglichkeit einer Anstellung in seinem Verlag in Aussicht stellte.
Zunächst übertrug er ihr die Redaktion des Kunst-Blatts, einer Beilage zum Morgenblatt für gebildete Stände, kurz darauf (Anfang Januar 1817) übernahm sie die redaktionelle Verantwortung für das ganze Morgenblatt, das sie bis Ende 1823 erfolgreich führte.
Dabei gab es immer wieder Schwierigkeiten mit dem Verleger, der es sich nicht versagen konnte, in die Arbeit der Redaktion einzugreifen. Ärgerlich war für sie insbesondere die Anstellung von Adolf Müllner, dem Cotta die Leitung eines eigenständigen Literaturteils übertrug und dafür 2000 Gulden zahlte, das dreifache Gehalt der Chefredakteurin Therese Huber. Zudem versuchte Müllner, sie zu verdrängen.
Im November 1823 zog sie nach Augsburg um, da Cotta die Redaktion des Morgenblatts dorthin zu verlegen gedachte, was jedoch nicht geschah. Der Verleger nahm die Gelegenheit wahr, sich einer unbequemen Mitarbeiterin zu entledigen. Cotta kündigte ihr jedoch nicht, sondern schloss sie einfach stillschweigend von der Redaktionsleitung aus, was er konnte, da die Korrespondenz der Redaktion über Cottas Büro lief.
Cotta zahlte Huber das ohnehin magere Gehalt drei Jahre lang weiter, wofür sie die achtbändigen Memoiren der Félicité de Genlis zu übersetzen hatte. Therese fand sich damit ab, dass Cotta ihr den Stuhl vor die Tür gesetzt hatte, solange er den Chefredakteursposten des Morgenblattes als Sinekure für seinen Sohn verwendete, der von ihr als Taugenichts geschildert wurde. Als aber Cotta die Chefredaktion an den jungen Wilhelm Hauff übertrug, erboste sie das, zumal Hauff sich in seiner Novelle Mitteilungen aus den Memoiren des Satan über „Th. v. H.“ lustig gemacht hatte.
Immerhin war kein weiterer Umzug mehr nötig: In Augsburg lebte auch die Familie ihrer Tochter Claire von Greyerz.
Dort starb Therese Huber am 15. Juni 1829, fast erblindet, nach dreitägigem Todeskampf im Alter von 65 Jahren.

### Nachkommen
Therese Huber gebar zehn Kinder (vier in der Forster- und sechs in der Huber-Ehe), von denen vier das Erwachsenenalter erreichten: Therese Forster (1786–1862), die unverheiratet blieb und Erzieherin wurde; Claire Forster (1789–1839), ab 1805 verheiratet mit Gottlieb von Greyerz (1778–1855), einem Forstmeister; Louise Huber (1795–1831), ab 1813 verheiratet, 1816 geschieden und ab 1822 wieder verheiratet mit Emil von Herder (1783–1855); Victor Aimé Huber (1800–1869), Reiseschriftsteller, Gymnasialprofessor und Sozialreformer.

## Eigene Einschätzung
Hubert Spiegel zitierte in einem Beitrag über Therese Huber in der Frankfurter Allgemeinen Zeitung vom 7. Januar 1994 folgende Sätze von ihr:
- In einem Brief an eine Freundin: „Ich möge um alles in der Welt nicht für gelehrt gehalten sein. (…) Ich will wetten, man merkt mir meine Art Lectüre in zehn Unterredungen nicht an, ich nehm mich wohl in acht, mirs merken zu lassen.“

- In einem anderen Brief: „Mir ist das Gedruckt sein immer ein beunruhigendes, schmerzliches, demütigendes Gefühl. Es ziemt dem Weibe nicht.“

- In einem Brief an Wilhelm von Humboldt, der sie „eine der vorzüglichsten Frauen der Zeit“ genannt hatte: „Mein Leben löste seine Aufgabe: ich erbaute, ich erschuf mein geistiges Selbst.“

## Ausstellung
Im Januar 1994 zeigte das Schiller-Nationalmuseum in Marbach eine Ausstellung zu Therese Hubers Leben und Wirken.

## Benennungen
In Göttingen, Günzburg, Schwäbisch Hall und Stuttgart sind Straßen bzw. Gassen nach Therese Huber benannt.

## Werke

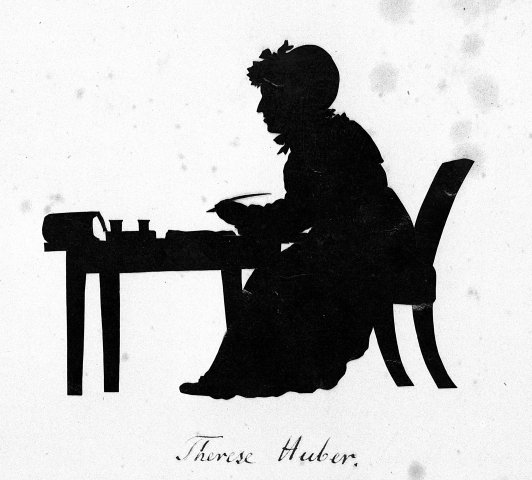
Scherenschnitt von Luise Duttenhofer

Therese Huber war eine in ihrer Zeit herausragende und bedeutende Persönlichkeit, Schriftstellerin (Romane, Erzählungen, Reisebeschreibungen, Essays, Rezensionen, Korrespondenzartikel), Übersetzerin, Redakteurin (Cottas Morgenblatt für gebildete Stände) und Briefschreiberin (ca. 4500 überlieferte Briefe). Seit 1989 erscheint im Olms-Verlag eine Reprintausgabe der Romane und Erzählungen, von 1999 bis 2013 eine auf neun Bände angelegte, aber nicht abgeschlossene Briefausgabe Therese Huber (BTH) im Verlag Niemeyer (nachmals de Gruyter). Beide Ausgaben wurden in der (inzwischen aufgelösten) „Arbeitsstelle Therese Huber“ der Universität Osnabrück unter der Leitung von Magdalene Heuser erarbeitet.
- Abentheuer auf einer Reise nach Neu-Holland. In: Flora, Tübingen 1793/94. Jg. 1793 Bd. 4, H. 12, S. 241–274 und Jg. 1794, Bd. 1, H. 3, S. 7–43, S. 209–275.
- Die Familie Seldorf. Eine Geschichte T.1.2. Tübingen 1795/96. Digitalisat Bd.1, Bd.2
- Luise. Ein Beitrag zur Geschichte der Konvenienz. Leipzig 1796. Neuausgabe, Digitalisat
- Erzählungen von L.F. Huber. Bd. 1–3, Braunschweig 1801–1802. Digitalisat Bd.1, Bd.2, Bd.3
- L. F. Huber's sämtliche Werke seit dem Jahre 1802, nebst seiner Biographie hrsg. von Therese Huber. Bd. 1–4. Stuttgart und Tübingen 1806–1819 (Bd. 2 unter dem Titel: C. F. Huber's sämtliche Werke seit dem Jahre 1802; Bd. 3 und 4: Hubers gesammelte Erzählungen, fortgesetzt von Therese Huber, geb. Heyne).
- Bemerkungen über Holland aus dem Reisejournal einer deutschen Frau, Leipzig 1811. (Digitalisat und Volltext im Deutschen Textarchiv)
- Hannah, der Herrnhuterin Deborah Findling. Leipzig : Brockhaus, 1821. (Digitalisat in der Digitalen Bibliothek Mecklenburg-Vorpommern)
- Ellen Percy, oder Erziehung durch Schicksale T.1.2. Leipzig 1822. Digitalisat Bd.1, Bd.2
- Jugendmuth. Eine Erzählung von Therese Huber. In zwei Theilen. Leipzig 1824. Digitalisat Bd.1, Bd.2
- Johann Georg Forster's Briefwechsel. Nebst einigen Nachrichten von seinem Leben. Hrsg. von Th<erese> H<uber>, geb. H<eyne>. T. 1.2. Leipzig 1829.
- Johann Georg Adam Forster, in: Conversations-Lexicon oder encyclopädisches Handwörterbuch für gebildete Stände, Bd. 3, Leipzig und Altenburg 1817 (F.A. Brockhaus), S. 710 f. (Ausgabe von 1815 in der Google-Buchsuche)
- Die Ehelosen. Bd. 1.2. Leipzig 1829. Digitalisat Bd.1, Bd.2
- Erzählungen von Therese Huber. Gesammelt und hrsg. von V<ictor> A<imé> H<uber>. T. 1–6. Leipzig 1830–1833. Digitalisat Bd.1, Bd.2, Bd.3, Bd.4, Bd.5, Bd.6
- Briefe. Bd. 1–9. Hrsg. von Magdalene Heuser und [ab Bd. 5] Petra Wulbusch. Tübingen: Niemeyer 1999ff. [Zitiertitel: BTH]
  - Bd. 1: Briefe 1774–1803. Hrsg. von Magdalene Heuser in Zusammenarbeit mit Corinna Bergmann-Törner, Diane Coleman Brandt, Jutta Harmeyer und Petra Wulbusch. Tübingen 1999.
  - Bd. 2: Briefe 1804–Juni 1807. Bearb. von Magdalene Heuser, Petra Wulbusch, Andrea Kiszio, Jessica Kewitz und Diane Coleman Brandt. Tübingen 2003.
  - Bd. 4: Briefe 1810–1811. Bearb. von Petra Wulbusch. Tübingen 2001.
  - Bd. 5: Briefe 1812–Juni 1815. Bearb. von Petra Wulbusch, Magdalene Heuser, Andrea Kiszio. Tübingen 2005.
  - Bd. 6.1: Briefe Juli 1815–September 1818. Bearb. von Petra Wulbusch. Berlin u. a. 2011.
  - Bd. 6.2: Erläuterungen Briefe Juli 1815–September 1818. Bearb. von Petra Wulbusch. Berlin u. a. 2011.
  - Bd. 7.1: Briefe Oktober 1818–1820. Bearb. von Magdalene Heuser, Petra Wulbusch und Jessica Stegemann. Berlin u. a. 2013.
  - Bd. 7.2: Erläuterungen Briefe Oktober 1818–1820. Bearb. von Magdalene Heuser, Petra Wulbusch und Jessica Stegemann. Berlin u. a. 2013.
- Romane und Erzählungen [=Repr.]. Hrsg. von Magdalene Heuser. Hildesheim: Olms 1989ff. (= Frühe Frauenliteratur in Deutschland. Hrsg. von Anita Runge).
  - <Therese Huber:> Die Familie Seldorf. Th. 1.2. Tübingen: Cotta 1795/6 [= Repr.]. Mit einem Nachwort von Magdalene Heuser. Hildesheim: Olms 1989 (= Romane und Erzählungen. Bd. 1).
  - <Therese Huber:> Luise. Leipzig: Wolf 1796 [= Repr.]. Mit einem Nachwort von Magdalene Heuser. Hildesheim: Olms 1991 (= Romane und Erzählungen. Bd. 2).
  - Therese Huber: Hannah, der Herrnhuterin Deborah Findling. Leipzig: Brockhaus 1821 [= Repr.]. Das Urtheil der Welt. Frankfurt u. Leipzig 1805 [=Repr.]. Mit einem Nachwort von Diane Coleman Brandt. Hildesheim: Olms 2001 (= Romane und Erzählungen. Bd. 3.1 und 3.2).
  - Therese Huber: Ellen Percy. Th. 1.2. Leipzig: Brockhaus 1822 [= Repr.]. Mit einem Nachwort von Magdalene Heuser. Hildesheim: Olms 1996 (= Romane und Erzählungen. Bd. 4).
  - <Therese Huber>: Erzählungen von L. F. Huber. Sammlung 1–3. Braunschweig: Vieweg 1801–1802 [= Repr.]. Mit einem Nachwort von Sylvia Cordie. Hildesheim: Olms 1999 (= Romane und Erzählungen. Bd. 7 und 8).
  - Therese Huber: Erzählungen. Gesammelt und herausgegeben von V<ictor> A<imé> H<uber>. Th. 1–6. Leipzig: Brockhaus 1830–1833 [=Repr.]. Mit einem Nachwort von Petra Wulbusch. Hildesheim: Olms 2006 (= Romane und Erzählungen. Bd. 9–12).
- Ruth Finckh (Hrsg., unter Mitarbeit von Roswitha Benedix,  Petra Mielcke, Ortrud Schaffer-Ottermann und Dagmar von Winterfeld): Das Universitätsmamsellen-Lesebuch. Fünf gelehrte Frauenzimmer, vorgestellt in eigenen Werken. Universitätsverlag Göttingen, Göttingen 2015, S. 159–213, ISBN 978-3-86395-243-3 (Digitalisat).